# China Miéville
China Tom Miéville (Norwich, Inglaterra, 6 de septiembre de 1972) es un novelista de fantasía y ciencia ficción, escritor de cómics, crítico literario, ensayista, activista político y profesor británico. A menudo sus trabajos son asociados al weird fiction o ficción extraña y al new weird.
Miéville ha ganado numerosos premios, incluido el Premio Arthur C. Clarke (tres veces), el Premio Británico de Fantasía (dos veces), los Premios Locus a la mejor novela de fantasía (cuatro veces), a la mejor novela de ciencia ficción, a la mejor novela corta y al mejor libro para jóvenes, así como el Hugo, Kitschies y Mundial de Fantasía.
Miéville es un militante de izquierda en el Reino Unido. Ha sido miembro de la International Socialista Organization (EE. UU.) y de la International Socialist Network. Fue miembro del Socialist Workers Party y en 2013 fundó Left Unity. Participó de las elecciones generales del Reino Unido de 2001 como parte de Socialist Alliance obteniendo el 1,2 % de los votos. Ha publicado su tesis doctoral sobre marxismo y Derecho internacional. Durante 2012 y 2013 fue un escritor residente de la Universidad Roosevelt en Chicago. Forma parte de la Royal Society of Literature desde 2015.

## Infancia
Miéville nacido en Norwich, fue criado en Willesden un barrio de clase trabajadora al noroeste de Londres, donde ha vivido desde la infancia. Creció junto a su madre, que era profesora, y su hermana. Sus padres se separaron justo después de su nacimiento, de manera que Miéville suele decir que nunca ha conocido a su padre realmente.

## Educación
A los 18 años, en 1990, se marchó a Egipto, donde permaneció un año enseñando inglés. Allí desarrolló un creciente interés por la cultura árabe y la política de Oriente Medio.
Miéville desarrollo sus estudios en antropología social en Clare College, Cambridge, graduándose en 1994. Más tarde obtendría un doctorado en relaciones internacionales de la London School of Economics en 2001. Luego de encontrarse insatisfecho con las teorías postmodernistas, se vuelve marxista en la universidad. Una versión del libro de su tesis doctoral titulado Between Equal Rights: A Marxist Theory of International Law (Entre derechos iguales: Una teoría marxista del derecho internacional) publicado en Reino Unido en 2005 por la editorial Brill como parte de la serie "Historical Materialism" y en Estados Unidos en 2006 por editorial Haymarket Books.

## Actividad política
Miéville fue miembro del British Socialist Workers Party hasta marzo del 2013, una organización trotskista. Fue candidato para la Cámara de los Comunes del parlamento británico en las elecciones generales de 2001 dentro de la Socialist Alliance, aunque no logró escaño, logrando 459 votos (1,2 %) en Regent's Park and Kensington North, un distrito electoral laborista.
En enero de 2013, criticó la dirección del SWP y en marzo renunció a la dirección luego de las acusaciones de violación contra un miembro del SWP.
En agosto de 2013, Mieville fue uno de los nueve firmantes (junto con su compañero novelista Michael Rosen, el veterano cineasta y socialista Ken Loach, el académico Gilbert Achcar y el Secretario General de la campaña para el desarme nuclear, Kate Hudson) de una carta abierta al periódico The Guardian anunciando la fundación de un "nuevo partido de izquierda ", Left Unity. La carta, que afirma que las políticas del laborismo sobre la "austeridad" y la ruptura de los lazos con los sindicatos se suma a una "traición final a la clase trabajadora que la fundó para representar", afirmaban que Left Unity se lanzaría en una  "conferencia de fundación" en Londres el 30 de noviembre de 2013 y se presentaría como una "alternativa" al Partido Laborista, "un partido que es socialista, ecologista, feminista y opuesto a todas las formas de discriminación ".
En 2015, fue anunciado como uno de los editores fundadores de  Salvage, con editor en jefe Rosie Warren, el editor Jamie Allinson y los editores colaboradores Richard Seymour, Magpie Corvid y Charlotte Bence.
Octubre, publicado en 2017, documenta los dramáticos acontecimientos de la revolución rusa. Jonathan Steele, que lo reseñó para The Guardian, lo consideró un relato ideológico aunque con matices: "conocido activista de izquierdas, ... Miéville escribe con el brío y la emoción de un entusiasta que hubiera querido que la revolución tuviera éxito. Pero su principal interés es la narrativa dramática ―los hechos extraños― del año más turbulento de la historia de Rusia".

## Influencias literarias
Miéville ha afirmado su intención de escribir novelas de todos los géneros posibles. Su obra le debe influenciada a muchos estilos, desde el clásico western americano (en el Consejo de Hierro) hasta el noir (en La Ciudad y la Ciudad).
A pesar de esto, su trabajo puede describirse como fantástico por sus mundos y escenarios sobrenaturales. Se ha discutido su trabajo en relación con las categorías de ciencia ficción, fantasía y "surrealismo urbano". El estilo de Miéville se reconoce influenciado por la ciencia ficción pulp de los años 20, tanto de series de televisión como de películas, así como por diversos escritores de terror y fantasía. Destaca la influencia de M. John Harrison, Michael Moorcock, Thomas M. Disch, y J.G. Ballard, a los que considera prácticamente como sus ídolos; pero también son importantes otros autores como H.P. Lovecraft, Mervyn Peake, y Gene Wolfe. También ha admitido que sus libros contienen referencias a escritores rusos, incluyendo a Andrei Platonov, Arkady y Boris Strugatsky, Evgeny Voiskunsky e Isai Lukodyanov.
Se pueden incluir, además, los juegos de rol como Dungeons & Dragons o similares. En su juventud, Miéville ha jugado muchos juegos de rol, a lo que le atribuye su tendencia de sistematizar la magia y la teología. En su novela La estación de la Calle Perdido hace referencia a esto al hablar de personajes que están interesados "solo en el oro y la experiencia". En febrero de 2007 la revista Dragon Magazine publicó una interpretación del mundo presentado en su libro adaptado a las reglas de Dungeons & Dragons. El Manual del Jugador de la quinta edición de Dungeons & Dragons cita su novela como fuente de inspiración del diseño del juego.
En 2010 hizo su primera contribución oficial al mundo del RPG escribiendo el suplemento Guide to the River Kingdoms para el juego Pathfinder.
Por otro lado, se ha mostrado muy interesado en desarrollar un tipo de fantasía totalmente ajena al modelo impuesto por el éxito de Tolkien, al que considera reaccionario. Ha citado la Borrible Trilogy de Michael de Larrabeiti como una de sus más grandes influencias. Incluso escribió la introducción de la trilogía en la reedición de 2002. Aunque eventualmente sería dejada afuera del libro, la introducción puede verse en la página web de Larrabeiti. Miéville también debe gran parte de su obra a Moorcock, citando su ensayo "Epic Pooh" como una de las fuentes para su crítica a la fantasía imitativa a Tolkien.
Las inclinaciones de Miéville hacia políticas de izquierdas han quedado bastante evidentes, en libros como El consejo de hierro, como también sus ideas sobre la literatura. En diferentes paneles de debate sobre la relación entre la política y la escritura, ha entrado en polémicas con "derechistas". A pesar de ello, él ha dicho:

No soy un izquierdista tratando de contrabandear mi malvado mensaje por los nefastos medios de novelas de fantasía. Soy un geek de ciencia ficción y fantasía. Me encantan estas cosas. Y cuando escribo mis novelas, no las escribo para hacer un planteo político. Los escribo porque adoro apasionadamente a los monstruos, las historias raras de terror, las situaciones extrañas y el surrealismo, y lo que quiero hacer es comunicar eso. Pero, como vengo a esto con una perspectiva política, el mundo que estoy creando está incrustado con muchas de las preocupaciones que tengo. [...] Estoy tratando de decir que he inventado este mundo que creo que es realmente genial y tengo estas historias realmente grandes que contar en ella y una de las maneras que encuentro para hacer que sea interesante es pensar en ello políticamente. Si quieres hacer eso también, eso es fantástico. Pero si no, ¿no es un monstruo genial?

### Ficción

#### Novelas independientes
- El Rey Rata (1998)
- Un Lun Dun (2007)
- La ciudad y la ciudad (2009)
- Kraken (2010)
- Embassytown (2011)
- El mar de hierro (2012)
- The Book of Elsewhere (2024), con Keanu Reeves

#### Serie deBas-Lag
- La estación de la calle Perdido (2000)
- La cicatriz (2002)
- El consejo de hierro (2004)

#### Nouvelles
- El Azogue (2002)
- This Census-Taker (2016)
- Los últimos días de Nueva Paris (2016)

#### Colección de cuentos cortos
- Buscando a Jake y otros relatos (2005)
- The Apology Chapbook (2013)
- Three Moments of an Explosion: Stories (2015)

#### Libros infantiles
- The Worst Breakfast (2016), coescrito e ilustrado por Zak Smith

#### Cómics
- Hellblazer (1988) – No. 250 "Holiday Special": "Snow Had Fallen"
- Justice League (2011) – #23.3 "Dial E #1: Dial Q for Qued"
- Dial H (2012–2013)

#### Otros
- Pathfinder Chronicles: Guide to the River Kingdoms (2010), con Elaine Cunningham, Chris Pramas, y Steve Kenson. Paizo.

### No ficción

#### Libros
- Between Equal Rights: A Marxist Theory of International Law (2005).
- Red Planets: Marxism and Science Fiction (2009), con Mark Bould.
- Octubre: La historia de la revolución rusa (2017).
- A Spectre Haunting Europe (2022)

#### Ensayos
- "London's Overthrow" (2011).[18] Reimpreso en una versión corta como "Oh, London, You Drama Queen", The New York Times Magazine (2012). Publicado en español como El colapso de Londres (Ediciones El Transbordador, 2020).
- "Preface to a Book not yet Written nor Disavowed" (2015). China Miéville: Critical Essays, eds. Caroline Edwards y Tony Venezia.

## Adaptaciones
- En 2006 la historia corta "Details" (dentro de la colección Buscando a Jake y otros relatos (Looking for Jake)) fue adaptada por el director Dan Kay, y posteriormente tomado por el estudio Paramount Vantage.[19]
- En febrero de 2013, la adaptación de La Ciudad y la Ciudad, escrita por Christopher M. Walsh y dirigida por Dorothy Milne, hizo su debut mundial en Lifeline Theatre en Chicago, Illinois.
- Una adaptación de la novela La Ciudad y la Ciudad fue emitida por la BBC 2 en 2018.
- La Ciudad y la Ciudad (2015) de la artista estadounidense Mariam Ghani, es una reinterpretación audiovisual del libro que "mapea el marco conceptual de esa novela en el paisaje urbano de San Luis, la fusión de algunas de las ficciones del mundo de la novela con el las historias pasadas y presentes de la ciudad".[20]

## Premios
- Su primera novela, El Rey Rata (1998), fue nominado para el premio del International Horror Guild y para el premio Bram Stoker.
- La estación de la calle Perdido (2000) ganó el premio Arthur C. Clarke[21] y el Premio Británico de Fantasía en 2001.[21] También fue nominado a los premios Hugo, Nebula, Premio Mundial de Fantasía, Locus y Premio Británico de Ciencia Ficción.
- La cicatriz ganó en 2003 el Premio Británico de Fantasía[22] y el Premio Locus por Mejor Novela de Fantasía.[22] Fue nominado para los premios Hugo, Arthur C. Clarke, Mundial de Fantasía, Locus, Philip K. Dick, and Británico de Ciencia Ficción, y recibió una mención especial del Premio Philip K. Dick.[23]
- El consejo de hierro ganó en 2005 el Premio Arthur C. Clarke[24] y el Premio Locus a Mejor Novela de Fantasía,[24] y fue nominado para los Premios Hugo y para el Premio Mundial de Fantasía.[24]
- "Reports of Certain Events in London" (en la antología McSweeney's Enchanted Chamber of Astonishing Stories) fue nominada en 2005 para el Premio Mundial de Fantasía y para el Premio Locus para Mejor Novelette.
- Un Lun Dun ganó en 2008 el premio Locus a Mejor Libro para Jóvenes Adultos.
- Miéville ha sido Invitado de Honor en múltiples convenciones de ciencia ficción, incluyendo Orbital 2008 la convención Británica Nacional de Ciencia Ficción (Eastercon) en Londres y en Readercon 2006.
- La Ciudad y la Ciudad ganó en 2009 el Premio Kitschies y en 2010 el Premio Arthur C. Clarke, Premio Hugo y el Premio Mundial de Fantasía. También fue nominada al Premio Nébula como Mejor Novela.[25][26][27]
- Embassytown fue nominado en 2012 a mejor novela por los Premios Hugo.[28]